# حشره‌خوار بالئاری
حشره‌خوار بالئاری (نام علمی: Nesiotites hidalgo) نام یک گونه منقرض‌شده از تیره حشره‌خوار است.